# Liste des matchs de l'équipe des îles Vierges des États-Unis de football par adversaire
Cette liste présente les matchs de l'équipe des îles Vierges des États-Unis de football par adversaire rencontré.
- Haut – A
- B
- C
- D
- E
- F
- G
- H
- I
- J
- K
- L
- M
- N
- O
- P
- Q
- R
- S
- T
- U
- V
- W
- X
- Y
- Z

## A

### Anguilla

#### Confrontations
Confrontations entre les îles Vierges  des États-Unis et Anguilla en matchs officiels :
|   | Date         | Lieu       | Match                                  | Score | Compétition                                                        |
| - | ------------ | ---------- | -------------------------------------- | ----- | ------------------------------------------------------------------ |
| 1 | 19 juin 2011 | The Valley | Anguilla - Îles Vierges des États-Unis | 0-0   | Match amical                                                       |
| 2 | 22 mars 2019 | The Valley | Anguilla - Îles Vierges des États-Unis | 0-3   | Ligue des nations de la CONCACAF 2019-2020 (tournoi de classement) |

#### Bilan
Au 27 mars 2019 :
- Total de matchs disputés : 2
- Victoires des îles Vierges des États-Unis : 1
- Matchs nuls : 1
- Victoires d'Anguilla : 0
- Total de buts marqués par les îles Vierges des États-Unis : 3
- Total de buts marqués par Anguilla : 0

### Antigua-et-Barbuda

#### Confrontations
Confrontations entre les Îles Vierges des États-Unis et Antigua-et-Barbuda en matchs officiels :
|   | Date             | Lieu         | Match                                            | Score | Compétition                                                       |
| - | ---------------- | ------------ | ------------------------------------------------ | ----- | ----------------------------------------------------------------- |
| 1 | 6 septembre 2011 | Frederiksted | Îles Vierges des États-Unis - Antigua-et-Barbuda | 1-8   | Éliminatoires de la Coupe du monde 2014 : zone CONCACAF (2e tour) |
| 2 | 11 octobre 2011  | Saint John's | Antigua-et-Barbuda - Îles Vierges des États-Unis | 10-0  | Éliminatoires de la Coupe du monde 2014 : zone CONCACAF (2e tour) |
| 3 | 8 mars 2015      | Saint John's | Antigua-et-Barbuda - Îles Vierges des États-Unis | 2-0   | Match amical                                                      |

#### Bilan
Au 7 septembre 2018 :
- Total de matchs disputés : 3
- Victoires des îles Vierges des États-Unis : 0
- Matchs nuls : 0
- Victoires d'Antigua-et-Barbuda : 3
- Total de buts marqués par les îles Vierges des États-Unis : 1
- Total de buts marqués par Antigua-et-Barbuda : 20

## B

### Bahamas

#### Confrontations
Confrontations entre les Îles Vierges des États-Unis et les Bahamas en matchs officiels :
|   | Date            | Lieu   | Match                                 | Score | Compétition                                           |
| - | --------------- | ------ | ------------------------------------- | ----- | ----------------------------------------------------- |
| 1 | 28 février 1999 | Nassau | Bahamas - Îles Vierges des États-Unis | 0-0   | Coupe caribéenne des nations 1999 (tour préliminaire) |

#### Bilan
Au 7 septembre 2018 :
- Total de matchs disputés : 1
- Victoires des îles Vierges des États-Unis : 0
- Matchs nuls : 1
- Victoires des Bahamas : 0
- Total de buts marqués par les îles Vierges des États-Unis : 0
- Total de buts marqués par les Bahamas : 0

### Barbade

#### Confrontations
Confrontations entre la Barbade et les îles Vierges des États-Unis en matchs officiels :
|   | Date             | Lieu             | Match                                 | Score | Compétition                                                        |
| - | ---------------- | ---------------- | ------------------------------------- | ----- | ------------------------------------------------------------------ |
| 1 | 22 mars 2015     | Bridgetown       | Barbade - Îles Vierges des États-Unis | 0-1   | Éliminatoires de la Coupe du monde 2018 (zone CONCACAF, 1er tour)  |
| 2 | 26 mars 2015     | Charlotte-Amélie | Îles Vierges des États-Unis - Barbade | 0-4   | Éliminatoires de la Coupe du monde 2018 (zone CONCACAF, 1er tour)  |
| 3 | 18 novembre 2018 | Bridgetown       | Barbade - Îles Vierges des États-Unis | 3-0   | Ligue des nations de la CONCACAF 2019-2020 (tournoi de classement) |
| 4 | 12 octobre 2019  | Bridgetown       | Barbade - Îles Vierges des États-Unis | 1-0   | Ligue des nations de la CONCACAF 2019-2020 (Ligue C - gr. A)       |
| 5 | 15 octobre 2019  | Sainte-Croix     | Îles Vierges des États-Unis - Barbade | 0-4   | Ligue des nations de la CONCACAF 2019-2020 (Ligue C - gr. A)       |

#### Bilan
Au 3 novembre 2019 :
- Total de matchs disputés : 5
- Victoires de la Barbade : 4
- Matchs nuls : 0
- Victoires des îles Vierges des États-Unis : 1
- Total de buts marqués par la Barbade : 12
- Total de buts marqués par les îles Vierges des États-Unis : 1

### Bermudes

#### Confrontations
Confrontations entre les Îles Vierges des États-Unis et les Bermudes en matchs officiels :
|   | Date              | Lieu             | Match                                  | Score | Compétition                                        |
| - | ----------------- | ---------------- | -------------------------------------- | ----- | -------------------------------------------------- |
| 1 | 27 septembre 2006 | Charlotte-Amélie | Îles Vierges des États-Unis - Bermudes | 0-6   | Coupe caribéenne des nations 2007 (qualifications) |

#### Bilan
Au 7 septembre 2018 :
- Total de matchs disputés : 1
- Victoires des îles Vierges des États-Unis : 0
- Matchs nuls : 0
- Victoires des Bermudes : 1
- Total de buts marqués par les îles Vierges des États-Unis : 0
- Total de buts marqués par les Bermudes : 6

### Bonaire

#### Confrontations
Confrontations entre les îles Vierges des États-Unis et Bonaire en matchs officiels :
|   | Date          | Lieu    | Match                                 | Score | Compétition                                           |
| - | ------------- | ------- | ------------------------------------- | ----- | ----------------------------------------------------- |
| 1 | 1er juin 2014 | Lookout | Bonaire - Îles Vierges des États-Unis | 2-1   | Éliminatoires de la Coupe caribéenne des nations 2014 |

#### Bilan
Au 7 septembre 2018 :
- Total de matchs disputés : 1
- Victoires des îles Vierges des États-Unis : 0
- Matchs nuls : 0
- Victoires de Bonaire : 1
- Total de buts marqués par les îles Vierges des États-Unis : 1
- Total de buts marqués par Bonaire : 2

## C

### Canada

#### Confrontations
Confrontations entre le Canada et îles Vierges des États-Unis en matchs officiels :
|   | Date             | Lieu      | Match                                | Score | Compétition                                                        |
| - | ---------------- | --------- | ------------------------------------ | ----- | ------------------------------------------------------------------ |
| 1 | 9 septembre 2018 | Bradenton | Îles Vierges des États-Unis - Canada | 0-8   | Ligue des nations de la CONCACAF 2019-2020 (tournoi de classement) |

#### Bilan
Au 11 septembre 2018 :
- Total de matchs disputés : 1
- Victoires des îles Vierges des États-Unis : 0
- Matchs nuls : 0
- Victoires du Canada : 1
- Total de buts marqués par les îles Vierges des États-Unis : 0
- Total de buts marqués par le Canada : 8

### Curaçao

#### Confrontations
Confrontations entre les Îles Vierges des États-Unis et Curaçao en matchs officiels :
|   | Date             | Lieu         | Match                                 | Score | Compétition                                                        |
| - | ---------------- | ------------ | ------------------------------------- | ----- | ------------------------------------------------------------------ |
| 1 | 11 novembre 2011 | Frederiksted | Îles Vierges des États-Unis - Curaçao | 0-3   | Éliminatoires de la Coupe du monde 2014 : zone CONCACAF (2e tour)  |
| 2 | 15 novembre 2011 | Willemstad   | Curaçao - Îles Vierges des États-Unis | 6-1   | Éliminatoires de la Coupe du monde 2014 : zone CONCACAF (2e tour)  |
| 3 | 7 juin 2016      | Willemstad   | Curaçao - Îles Vierges des États-Unis | 7-0   | Éliminatoires de la Coupe caribéenne des nations 2017 (2e tour)    |
| 4 | 12 octobre 2018  | Bradenton    | Îles Vierges des États-Unis - Curaçao | 0-5   | Ligue des nations de la CONCACAF 2019-2020 (tournoi de classement) |

#### Bilan
Au 16 octobre 2018 :
- Total de matchs disputés : 4
- Victoires des îles Vierges des États-Unis : 0
- Matchs nuls : 0
- Victoires de Curaçao : 4
- Total de buts marqués par les îles Vierges des États-Unis : 1
- Total de buts marqués par Curaçao : 20

## D

### Dominique

#### Confrontations
Confrontations entre les îles Vierges des États-Unis et la Dominique en matchs officiels :
|   | Date            | Lieu      | Match                                   | Score | Compétition  |
| - | --------------- | --------- | --------------------------------------- | ----- | ------------ |
| 1 | 31 janvier 2004 | Road Town | Îles Vierges des États-Unis - Dominique | 0-5   | Match amical |

#### Bilan
Au 7 septembre 2018 :
- Total de matchs disputés : 1
- Victoires des îles Vierges des États-Unis : 0
- Matchs nuls : 0
- Victoires de la Dominique : 1
- Total de buts marqués par les îles Vierges des États-Unis : 0
- Total de buts marqués par la Dominique : 5

## G

### Grenade

#### Confrontations
Confrontations entre les Îles Vierges des États-Unis et la Grenade en matchs officiels :
|   | Date         | Lieu             | Match                                 | Score | Compétition                                                        |
| - | ------------ | ---------------- | ------------------------------------- | ----- | ------------------------------------------------------------------ |
| 1 | 26 mars 2008 | Saint-Georges    | Grenade - Îles Vierges des États-Unis | 10-0  | Éliminatoires de la Coupe du monde 2010 : zone CONCACAF (1er tour) |
| 2 | 29 mars 2016 | Charlotte-Amélie | Îles Vierges des États-Unis - Grenade | 1-2   | Éliminatoires de la Coupe caribéenne des nations 2017 (1er tour)   |

#### Bilan
Au 7 septembre 2018 :
- Total de matchs disputés : 2
- Victoires des îles Vierges des États-Unis : 0
- Matchs nuls : 0
- Victoires de la Grenade : 2
- Total de buts marqués par les îles Vierges des États-Unis : 1
- Total de buts marqués par la Grenade : 12

### Guadeloupe

#### Confrontations
Confrontations entre les Îles Vierges des États-Unis et la Guadeloupe en matchs officiels :
|   | Date          | Lieu           | Match                                    | Score | Compétition                                        |
| - | ------------- | -------------- | ---------------------------------------- | ----- | -------------------------------------------------- |
| 1 | 12 avril 2001 | Port-au-Prince | Guadeloupe - Îles Vierges des États-Unis | 11-0  | Coupe caribéenne des nations 2001 (qualifications) |

#### Bilan
Au 7 septembre 2018 :
- Total de matchs disputés : 1
- Victoires des îles Vierges des États-Unis : 0
- Matchs nuls : 0
- Victoires de la Guadeloupe : 1
- Total de buts marqués par les îles Vierges des États-Unis : 0
- Total de buts marqués par la Guadeloupe : 11

### Guyana

#### Confrontations
Confrontations entre le Guyana et les îles Vierges des États-Unis en matchs officiels :
|   | Date        | Lieu             | Match                                | Score | Compétition                                                     |
| - | ----------- | ---------------- | ------------------------------------ | ----- | --------------------------------------------------------------- |
| 1 | 4 juin 2016 | Charlotte-Amélie | Îles Vierges des États-Unis - Guyana | 0-7   | Éliminatoires de la Coupe caribéenne des nations 2017 (2e tour) |

#### Bilan
Au 7 septembre 2018 :
- Total de matchs disputés : 1
- Victoires du Guyana : 1
- Matchs nuls : 0
- Victoires des îles Vierges des États-Unis : 0
- Total de buts marqués par le Guyana : 7
- Total de buts marqués par les îles Vierges des États-Unis : 0

## H

### Haïti

#### Confrontations
Confrontations entre Haïti et les îles Vierges des États-Unis en matchs officiels :
|   | Date             | Lieu           | Match                               | Score | Compétition                                                      |
| - | ---------------- | -------------- | ----------------------------------- | ----- | ---------------------------------------------------------------- |
| 1 | 10 avril 2001    | Port-au-Prince | Haïti - Îles Vierges des États-Unis | 12-1  | Coupe caribéenne des nations 2001 (qualifications)               |
| 2 | 24 novembre 2004 | Kingston       | Haïti - Îles Vierges des États-Unis | 11-0  | Coupe caribéenne des nations 2005 (tour préliminaire)            |
| 3 | 2 septembre 2011 | Port-au-Prince | Haïti - Îles Vierges des États-Unis | 6-0   | Éliminatoires de la Coupe du monde 2014 (zone CONCACAF, 2e tour) |
| 4 | 7 octobre 2011   | Frederiksted   | Îles Vierges des États-Unis - Haïti | 0-7   | Éliminatoires de la Coupe du monde 2014 (zone CONCACAF, 2e tour) |

#### Bilan
Au 19 août 2018 :
- Total de matchs disputés : 4
- Victoires d'Haïti : 4
- Matchs nuls : 0
- Victoires des îles Vierges des États-Unis : 0
- Total de buts marqués par Haïti : 35
- Total de buts marqués par les îles Vierges des États-Unis : 1

## I

### Îles Caïmans

#### Confrontations
Confrontations entre les îles Caïmans et les îles Vierges des États-Unis en matchs officiels :
|   | Date             | Lieu         | Match                                      | Score | Compétition                                                  |
| - | ---------------- | ------------ | ------------------------------------------ | ----- | ------------------------------------------------------------ |
| 1 | 5 septembre 2019 | Sainte-Croix | Îles Vierges des États-Unis - Îles Caïmans | 0-2   | Ligue des nations de la CONCACAF 2019-2020 (Ligue C - gr. A) |
| 2 | 16 novembre 2019 | George Town  | Îles Caïmans - Îles Vierges des États-Unis | 1-0   | Ligue des nations de la CONCACAF 2019-2020 (Ligue C - gr. A) |

#### Bilan
Au 20 novembre 2019 :
- Total de matchs disputés : 2
- Victoires des îles Vierges des États-Unis : 0
- Matchs nuls : 0
- Victoires des îles Caïmans : 2
- Total de buts marqués par les îles Vierges des États-Unis : 0
- Total de buts marqués par les îles Caïmans : 3

### Îles Turques-et-Caïques

#### Confrontations
Confrontations entre les Îles Vierges des États-Unis et les îles Turques-et-Caïques en matchs officiels :
|   | Date            | Lieu   | Match                                                 | Score | Compétition                                           |
| - | --------------- | ------ | ----------------------------------------------------- | ----- | ----------------------------------------------------- |
| 1 | 26 février 1999 | Nassau | Îles Turques-et-Caïques - Îles Vierges des États-Unis | 2-2   | Coupe caribéenne des nations 1999 (tour préliminaire) |

#### Bilan
Au 7 septembre 2018 :
- Total de matchs disputés : 1
- Victoires des îles Vierges des États-Unis : 0
- Matchs nuls : 1
- Victoires des îles Turques-et-Caïques : 0
- Total de buts marqués par les îles Vierges des États-Unis : 0
- Total de buts marqués par les îles Turques-et-Caïques : 0

### Îles Vierges britanniques

#### Confrontations
Confrontations entre les îles Vierges britanniques et les îles Vierges des États-Unis :
|   | Date              | Lieu             | Match                                                   | Score | Compétition                                                        |
| - | ----------------- | ---------------- | ------------------------------------------------------- | ----- | ------------------------------------------------------------------ |
| 1 | 22 mars 1998      |                  | Îles Vierges des États-Unis - Îles Vierges britanniques | 1-0   | Match amical                                                       |
| 2 | 24 mars 2001      | Road Town        | Îles Vierges britanniques - Îles Vierges des États-Unis | 2-0   | Match amical                                                       |
| 3 | 30 janvier 2004   | Road Town        | Îles Vierges britanniques - Îles Vierges des États-Unis | 5-0   | Match amical                                                       |
| 4 | 25 septembre 2004 | Road Town        | Îles Vierges britanniques - Îles Vierges des États-Unis | 2-1   | Match amical                                                       |
| 5 | 14 mars 2008      | Road Town        | Îles Vierges britanniques - Îles Vierges des États-Unis | 0-0   | Match amical                                                       |
| 6 | 15 mars 2008      | Road Town        | Îles Vierges britanniques - Îles Vierges des États-Unis | 1-1   | Match amical                                                       |
| 7 | 3 juillet 2011    | Charlotte-Amélie | Îles Vierges des États-Unis - Îles Vierges britanniques | 2-0   | Éliminatoires de la Coupe du monde 2014 : zone CONCACAF (1er tour) |
| 8 | 10 juillet 2011   | Road Town        | Îles Vierges britanniques - Îles Vierges des États-Unis | 1-2   | Éliminatoires de la Coupe du monde 2014 : zone CONCACAF (1er tour) |

#### Bilan
Au 7 septembre 2018 :
- Total de matchs disputés : 8
- Victoires des îles Vierges britanniques : 3
- Match nul : 2
- Victoires des îles Vierges des États-Unis : 3
- Total de buts marqués par les îles Vierges britanniques : 11
- Total de buts marqués par les îles Vierges des États-Unis : 7

## J

### Jamaïque

#### Confrontations
Confrontations entre les Îles Vierges des États-Unis et la Jamaïque en matchs officiels :
|   | Date             | Lieu        | Match                                  | Score | Compétition                                        |
| - | ---------------- | ----------- | -------------------------------------- | ----- | -------------------------------------------------- |
| 1 | 26 novembre 2004 | Montego Bay | Jamaïque - Îles Vierges des États-Unis | 11-1  | Coupe caribéenne des nations 2005 (qualifications) |

#### Bilan
Au 7 septembre 2018 :
- Total de matchs disputés : 3
- Victoires des îles Vierges des États-Unis : 0
- Matchs nuls : 0
- Victoires de la Jamaïque : 3
- Total de buts marqués par les îles Vierges des États-Unis : 1
- Total de buts marqués par la Jamaïque : 20

## M

### Montserrat

#### Confrontations
Confrontations entre les îles Vierges des États-Unis et Montserrat en matchs officiels :
|   | Date        | Lieu    | Match                                    | Score | Compétition                                           |
| - | ----------- | ------- | ---------------------------------------- | ----- | ----------------------------------------------------- |
| 1 | 30 mai 2014 | Lookout | Montserrat - Îles Vierges des États-Unis | 1-0   | Éliminatoires de la Coupe caribéenne des nations 2014 |

#### Bilan
Au 28 août 2018 :
- Total de matchs disputés : 1
- Victoires des îles Vierges des États-Unis : 0
- Matchs nuls : 0
- Victoires de Montserrat : 1
- Total de buts marqués par les îles Vierges des États-Unis : 0
- Total de buts marqués par Montserrat : 1

## R

### République dominicaine

#### Confrontations
Confrontations entre les îles Vierges des États-Unis et la République dominicaine en matchs officiels :
|   | Date             | Lieu             | Match                                                | Score | Compétition                                              |
| - | ---------------- | ---------------- | ---------------------------------------------------- | ----- | -------------------------------------------------------- |
| 1 | 16 août 2002     | Saint-Domingue   | République dominicaine - Îles Vierges des États-Unis | 6-1   | Gold Cup 2003 (tournoi qualificatif Caraïbes) (1er tour) |
| 2 | 18 août 2002     | Saint-Domingue   | République dominicaine - Îles Vierges des États-Unis | 5-1   | Gold Cup 2003 (tournoi qualificatif Caraïbes) (1er tour) |
| 3 | 1er octobre 2006 | Charlotte-Amélie | Îles Vierges des États-Unis - République dominicaine | 1-6   | Coupe caribéenne des nations 2007 (qualifications)       |

#### Bilan
Au 7 septembre 2018 :
- Total de matchs disputés : 3
- Victoires des îles Vierges des États-Unis : 0
- Matchs nuls : 0
- Victoires de la République dominicaine : 3
- Total de buts marqués par les îles Vierges des États-Unis : 3
- Total de buts marqués par la République dominicaine : 17

## S

### Saint-Christophe-et-Niévès

#### Confrontations
Confrontations entre Saint-Christophe-et-Niévès et les îles Vierges des États-Unis en matchs officiels :
|   | Date            | Lieu             | Match                                                    | Score | Compétition                                                          |
| - | --------------- | ---------------- | -------------------------------------------------------- | ----- | -------------------------------------------------------------------- |
| 1 | 18 février 2004 | Charlotte-Amélie | Îles Vierges des États-Unis - Saint-Christophe-et-Niévès | 0-4   | Qualification pour la Coupe du monde 2006 (zone CONCACAF - 1er tour) |
| 2 | 31 mars 2004    | Basseterre       | Saint-Christophe-et-Niévès - Îles Vierges des États-Unis | 7-0   | Qualification pour la Coupe du monde 2006 (zone CONCACAF - 1er tour) |

#### Bilan
Au 7 septembre 2018 :
- Total de matchs disputés : 2
- Victoires de Saint-Christophe-et-Niévès : 2
- Matchs nuls : 0
- Victoires des îles Vierges des États-Unis : 0
- Total de buts marqués par Saint-Christophe-et-Niévès : 11
- Total de buts marqués par les îles Vierges des États-Unis : 0

### Sainte-Lucie

#### Confrontations
Confrontations entre Sainte-Lucie et les îles Vierges des États-Unis en matchs officiels :
|   | Date            | Lieu           | Match                                      | Score | Compétition                                           |
| - | --------------- | -------------- | ------------------------------------------ | ----- | ----------------------------------------------------- |
| 1 | 28 janvier 2000 | Christiansted  | Îles Vierges des États-Unis - Sainte-Lucie | 0-9   | Match amical                                          |
| 2 | 30 janvier 2000 | Christiansted  | Îles Vierges des États-Unis - Sainte-Lucie | 0-2   | Match amical                                          |
| 3 | 14 avril 2001   | Port-au-Prince | Sainte-Lucie - Îles Vierges des États-Unis | 14-1  | Coupe caribéenne des nations 2001 (tour préliminaire) |

#### Bilan
Au 7 septembre 2018 :
- Total de matchs disputés : 3
- Victoires des îles Vierges des États-Unis : 0
- Matchs nuls : 0
- Victoires de Sainte-Lucie : 3
- Total de buts marqués par les îles Vierges des États-Unis : 1
- Total de buts marqués par Sainte-Lucie : 25

### Saint-Martin

#### Confrontations
Confrontations entre Saint-Martin et les îles Vierges des États-Unis en matchs officiels :
|   | Date             | Lieu         | Match                                      | Score | Compétition                                                  |
| - | ---------------- | ------------ | ------------------------------------------ | ----- | ------------------------------------------------------------ |
| 1 | 28 novembre 2004 | Kingston     | Saint-Martin - Îles Vierges des États-Unis | 0-0   | Coupe caribéenne des nations 2005 (tour préliminaire)        |
| 2 | 8 septembre 2019 | The Valley   | Saint-Martin - Îles Vierges des États-Unis | 1-2   | Ligue des nations de la CONCACAF 2019-2020 (Ligue C - gr. A) |
| 3 | 19 novembre 2019 | Sainte-Croix | Îles Vierges des États-Unis - Saint-Martin | 1-2   | Ligue des nations de la CONCACAF 2019-2020 (Ligue C - gr. A) |

#### Bilan
Au 20 novembre 2019 :
- Total de matchs disputés : 3
- Victoires de Saint-Martin : 1
- Matchs nuls : 1
- Victoires des îles Vierges des États-Unis : 1
- Total de buts marqués par Saint-Martin : 3
- Total de buts marqués par les îles Vierges des États-Unis : 3

### Saint-Vincent-et-les-Grenadines

#### Confrontations
Confrontations entre Saint-Vincent-et-les-Grenadines et les îles Vierges des États-Unis en matchs officiels :
|   | Date         | Lieu         | Match                                                         | Score | Compétition                                                        |
| - | ------------ | ------------ | ------------------------------------------------------------- | ----- | ------------------------------------------------------------------ |
| 1 | 5 mars 2000  | Kingstown    | Saint-Vincent-et-les-Grenadines - Îles Vierges des États-Unis | 9-0   | Éliminatoires de la Coupe du monde 2002 (zone CONCACAF - 1er tour) |
| 2 | 19 mars 2000 | Frederiksted | Îles Vierges des États-Unis - Saint-Vincent-et-les-Grenadines | 1-5   | Éliminatoires de la Coupe du monde 2002 (zone CONCACAF - 1er tour) |

#### Bilan
Au 7 septembre 2018 :
- Total de matchs disputés : 2
- Victoires des îles Vierges des États-Unis : 0
- Matchs nuls : 0
- Victoires de Saint-Vincent-et-les-Grenadines : 2
- Total de buts marqués par les îles Vierges des États-Unis : 1
- Total de buts marqués par Saint-Vincent-et-les-Grenadines : 14

### Sint Maarten

#### Confrontations
Confrontations entre les Îles Vierges des États-Unis et Sint Maarten en matchs officiels :
|   | Date         | Lieu        | Match                                      | Score | Compétition                                                      |
| - | ------------ | ----------- | ------------------------------------------ | ----- | ---------------------------------------------------------------- |
| 1 | 26 mars 2016 | Philipsburg | Sint Maarten - Îles Vierges des États-Unis | 1-2   | Éliminatoires de la Coupe caribéenne des nations 2017 (1er tour) |

#### Bilan
Au 7 septembre 2018 :
- Total de matchs disputés : 1
- Victoires des îles Vierges des États-Unis : 1
- Matchs nuls : 0
- Victoires de Sint Maarten : 0
- Total de buts marqués par les îles Vierges des États-Unis : 2
- Total de buts marqués par Sint Maarten : 1